# San Diego la Mesa Tochimiltzingo
San Diego la Mesa Tochimiltzingo là một đô thị thuộc bang Puebla, México. Năm 2005, dân số của đô thị này là 1281 người.